# Sympherta facialis
Sympherta facialis är en stekelart som beskrevs av Hinz 1991. Sympherta facialis ingår i släktet Sympherta och familjen brokparasitsteklar. Inga underarter finns listade i Catalogue of Life.